# IC 335
IC 335 = IC 1963 ist eine linsenförmige Galaxie in Kantenstellung vom Hubble-Typ S0 im Sternbild Fornax am Südsternhimmel. Sie ist rund 67 Millionen Lichtjahre von der Milchstraße entfernt und hat einen Durchmesser von etwa 35.000 Lichtjahren. Unter der Katalognummer FCC 153 ist das Objekt als Mitglied des Fornax-Galaxienhaufens aufgeführt.
Entdeckt wurde die Galaxie am 15. Oktober 1887 vom US-amerikanischen Astronomen Lewis Swift. 10 Jahre später, am 7. September 1897, wurde sie von Swift erneut beobachtet, jedoch nicht als IC 335 wiedererkannt und somit ein weiteres Mal registriert, diesmal mit dem Namen IC 1963.